# Bernat Pomar
Bernat Pomar i Pomar (auch Bernardo Pomar Pomar; * 15. Juni 1932 in Palma; † 15. Dezember 2011 ebenda) war ein spanischer Komponist und Violinist.

## Leben
Pomar studierte am Conservatori de Palma amb Ignasi Piña Tarongí. Er war unter anderem Mitglied des mallorquinischen Symphonieorchesters und des Stadtorchesters seiner Heimatstadt. Er komponierte mehrere Stücke für Symphonie- und Kammerorchester, dirigierte sein eigenes Orchester und arbeitete auch als Musikpädagoge. Die von ihm gegründete Geigenschule für Kinder befindet sich in Manacor.
Pomar schrieb in den 1960er-Jahren auch einige Popmusik-Titel. Sein 1964 beim ersten Festival Internacional de la Canción de Mallorca vorgestellter Schlagersong Paradise Of Love (Paraíso del amor) entwickelte sich zum Hit bei Touristen und Einheimischen und wurde in mehreren Versionen gepresst. Der Song wurde ursprünglich von Los Javaloyas gespielt, Spaniens ältester Pop-Band, und von verschiedenen Interpreten gesungen und abgewandelt. Von Pomar stammt auch die Anti-Stierkampf-Hymne Cant tris per la mort d´un bou.
Weitere seiner bekannten Werke erschienen 2005 auf dem Album Suite De Danses De Mallorca.

## Kompositionen (Auswahl)
| Jahr | Titel Alternativtitel                         | Interpret(en)                                                                 | Genre   | Tonträger | Label            | Anmerkungen                             |
| ---- | --------------------------------------------- | ----------------------------------------------------------------------------- | ------- | --------- | ---------------- | --------------------------------------- |
| 1964 | Paradise Of Love                              | Los Javaloyas                                                                 | Pop     | EP        | La Voz De Su Amo | A-Seite, Track 1                        |
| 1965 | Paraiso Del Amor (Paradise Of Love)           | Los Millonarios                                                               | Pop     | EP        | Discos Belter    | A-Seite, Track 1                        |
| 1965 | Mallorca De Noche (Mallorca By Night)         | Los Millonarios                                                               | Pop     | EP        | Discos Belter    | A-Seite, Track 2                        |
| 1965 | Cuevas Del Drach                              | Los Millonarios                                                               | Pop     | EP        | Discos Belter    | B-Seite, Track 2                        |
| 1965 | En Un Celler Mallorquín                       | Los Bohemios                                                                  | Pop     | EP        | Hispavox         | A-Seite, Track 1                        |
| 1965 | Mallorca (Paradise Of Love)                   | Anita Traversi                                                                | Pop     | 7″        | Ariola           | A-Seite                                 |
| 1965 | Risas Y Lágrimas                              | Raphael                                                                       | Pop     | EP        | Hispavox         | B-Seite, Track 1                        |
| 1965 | Paradise Of Love                              | Los Hidalgos De Mallorca                                                      | Pop     | EP        | Columbia Records | A-Seite, Track 1                        |
| 1966 | Amor En Porto-Cristo                          | Los Sixtar                                                                    | Pop     | EP        | Regal Records    | A-Seite, Track 2                        |
| 1966 | Fina                                          | Los Sixtar                                                                    | Pop     | EP        | Regal Records    | B-Seite, Track 1                        |
| 1966 | Cala Figuera                                  | Los Sixtar                                                                    | Pop     | EP        | Regal Records    | B-Seite, Track 2                        |
| 1966 | Sunday In Mallorca                            | Johnny Valentino                                                              | Pop     | 7″        | Hansa Musik      | B-Seite                                 |
| 2005 | Copeo De Muntanya                             | Kammerorchester des Gran Teatre del Liceu, Ala Voronkova & Guerassim Voronkov | Klassik | CD/Album  | Columna Música   | Albumtitel: Suite De Danses De Mallorca |
| 2005 | Boleros Mallorquins                           | Kammerorchester des Gran Teatre del Liceu, Ala Voronkova & Guerassim Voronkov | Klassik | CD/Album  | Columna Música   | Albumtitel: Suite De Danses De Mallorca |
| 2005 | Ses Xapetes                                   | Kammerorchester des Gran Teatre del Liceu, Ala Voronkova & Guerassim Voronkov | Klassik | CD/Album  | Columna Música   | Albumtitel: Suite De Danses De Mallorca |
| 2005 | Cant A La Tolerància                          | Kammerorchester des Gran Teatre del Liceu, Ala Voronkova & Guerassim Voronkov | Klassik | CD/Album  | Columna Música   | Albumtitel: Suite De Danses De Mallorca |
| 2005 | Jaleo (Menorca)                               | Kammerorchester des Gran Teatre del Liceu, Ala Voronkova & Guerassim Voronkov | Klassik | CD/Album  | Columna Música   | Albumtitel: Suite De Danses De Mallorca |
| 2005 | Cova Blava (Cabrera)                          | Kammerorchester des Gran Teatre del Liceu, Ala Voronkova & Guerassim Voronkov | Klassik | CD/Album  | Columna Música   | Albumtitel: Suite De Danses De Mallorca |
| 2005 | Porfèdia (Inspirat En Un Cant Antic D'Evissa) | Kammerorchester des Gran Teatre del Liceu, Ala Voronkova & Guerassim Voronkov | Klassik | CD/Album  | Columna Música   | Albumtitel: Suite De Danses De Mallorca |
| 2005 | Israel (Sarda)                                | Kammerorchester des Gran Teatre del Liceu, Ala Voronkova & Guerassim Voronkov | Klassik | CD/Album  | Columna Música   | Albumtitel: Suite De Danses De Mallorca |

## Publikationen
- El meu violí. Editorial Moll, S.L. 1994, ISBN 84-273-0729-2.
- La meva viola. Editorial Moll, S.L. 1996, ISBN 84-273-0765-9.
- El meu violoncel. Editorial Moll, S.L. 1996, ISBN 84-273-0767-5.

## Ehrungen
- 2005: Premio Ramon Llull (Ramon-Llull-Preis), Autonome Regierung der Balearischen Inseln
- 2007: Premio Jaume II (Jakob-II.-Preis), mallorquinischer Inselrat
- 27. Dezember 2013: Die Gemeinde Marratxí benannte eine Straße in Sa Cabaneta ihm zu Ehren.[17]